# Arconte re
L'arconte re (in greco antico: ἄρχων βασιλεύς?, árchon basiléus; βασιλεύς significava "re") era uno dei nove arconti eletti annualmente nell'antica Atene.
Molti studiosi moderni sostengono che, nell'Atene classica, l'arconte basileus era l'ultimo resto della monarchia. Nonostante la maggior parte del suo potere, dicono, fosse passata ad altre istituzioni, come l'Areopago e, più tardi, la boulé e l'ecclesia, formalmente occupava ancora un'alta posizione nella società ateniese, a fianco dell'arconte eponimo e dell'arconte polemarco. L'arconte basileus aveva l'incarico di supervisionare l'organizzazione dei riti religiosi.
Secondo una tradizione l'arconte basileus era inizialmente eletto dall'aristocrazia ateniese ogni dieci anni. Dopo il 683 a.C. la carica fu mantenuta solo per un anno e dopo la riforma di Solone fu eletto dagli ateniesi più ricchi, i pentacosiomedimni, piuttosto che dagli Eupatridi (le famiglie aristocratiche). Dopo il 487 a.C. l'arcontato fu assegnato a sorte.
Si credeva che la moglie dell'arconte basileus, la basilinna, dovesse sposarsi e avere rapporti sessuali con il dio Dioniso durante una festa al Boukoleion ad Atene, per garantire la sicurezza della città; non si sa di preciso come questa norma fu promulgata. In ogni caso, era un ruolo importante per una donna che, secondo Plutarco e Solone, altrimenti sarebbe stata confinata in casa e avrebbe avuto poca importanza. Nell'antichità, le donne in Grecia erano sacerdotesse e presentavano gli oracoli, come quello di Delfi.